# 徒目付
徒目付（かちめつけ）とは、江戸幕府および諸藩に置かれた役職の1つ。江戸幕府を初めとして目付支配（統括下）であることが多い。

## 江戸幕府の徒目付
江戸幕府の場合は交代で江戸城内の宿直を行った他、大名の江戸城登城の際の監察、幕府役人や江戸市中における内偵などの隠密活動にも従事した。
伝承によれば、元和9年（1623年）徳川家光が征夷大将軍として江戸城本丸に移った時、道の途中で欠伸をしていた者を無礼であるとして討ち取った草履取りを賞して任じたのが最初とされている。定員は享保3年（1718年）に40名となり、幕末期には80名となっており、享保6年（1721年）には役高100俵5人扶持と定められている。
また、徒目付の上には役高200俵の徒目付組頭3名が置かれていた。徒目付の番所は江戸城本丸御殿の玄関右側に設置され、その奥に組頭の執務室が置かれていた。他に目付部屋の2階に詰める組頭がおり、老中・若年寄から目付を経由して命令が伝えられ、それを番所に伝えた。命令を受けた徒目付は自身および配下の小人・中間・黒鍬者などを駆使して職務にあたった。特に隠密を専門に担当する「常御用」と呼ばれる3・4名の徒目付が存在し、内容によっては老中が人払いの上で直接命令を下すことがあった。徒目付は小人目付や遠国勤務の下級役人から任じられたが、後には小普請世話役や表火之番、徒などからも登用され、徒組頭や闕所物奉行・林奉行・油漆奉行・畳奉行などに昇進することができた。

## 諸藩の場合
諸藩でも幕府同様に徒目付が置かれた藩もあった。